# Chico Brasileiro
Francisco Lacerda Brasileiro (Piancó, 7 de outubro de 1965) é um dentista e político brasileiro, filiado ao Partido Social Democrático (PSD).
É ex-prefeito de Foz do Iguaçu  onde também já exerceu os cargos de vice-prefeito, vereador, secretário municipal de saúde e secretário municipal de administração.

## Biografia
Formado em odontologia pela Universidade Federal de Campina Grande, na Paraíba, tendo, à época de estudante universitário, participado da Pastoral da Juventude, ajudado a criar o Centro Acadêmico de Odontologia naquela universidade e mais tarde sido presidente do Diretório Central dos Estudantes.
Morando em Foz do Iguaçu desde 1989, elegeu-se vereador em 2000, sendo reeleito em 2004.
Em 2005 foi nomeado secretário municipal de Saúde e secretário municipal da Administração.
Candidatou-se a deputado estadual em 2006 e apesar de expressiva votação, não foi eleito. Dois anos depois foi eleito vice-prefeito de Foz do Iguaçu, na chapa encabeçada por Paulo Mac Donald, tendo assumido a prefeitura no final de 2009 e início de 2010.
Em 2012 concorreu a prefeito, ficando em segundo lugar com 62.911 votos. Em 2013, deixou o PCdoB e ingressou no PSD. Em 2014 se candidatou a deputado estadual e foi eleito com 50.930 votos.
Foi candidato a prefeitura de Foz em 2016, ficando na segunda colocação, porém, o candidato e ex-prefeito Paulo Mac Donald (PDT), que obteve a maior votação, teve a candidatura impugnada. O TSE convocou novas eleições em 2 abril de 2017, quando venceu o pleito. 